# Graellsinus barrosi
Graellsinus barrosi é uma espécie de insetos coleópteros polífagos pertencente à família Dasytidae.
A autoridade científica da espécie é Escalera, tendo sido descrita no ano de 1927.
Trata-se de uma espécie presente no território português.